# 안티 린네
안티 유하니 린네(핀란드어: Antti Juhani Rinne, 1962년 11월 3일 헬싱키 ~ )는 핀란드의 정치인이다. 2014년 5월 9일부터 핀란드 사회민주당의 대표직을 지냈으며, 2014년 6월 6일부터 2015년 5월 29일까지 핀란드 재무부 장관을 지낸 바 있다. 2019년 6월부터 12월까지 핀란드 총리직을 수행했다. 
린네는 2002년부터 2005년까지 ERTO를, 2005년부터 2010년까지 급여직원연합을, 2010년부터 2014년까지 Pro를 이끄는 등 사회단체 대표로서 활동해 온 인물이기도 하다. 
헬싱키 대학교에서 법학박사 학위를 받았으며, 2014년 5월 9일 유타 우르필라이넨을 꺾고 사회민주당 (SDP)의 대표로 선출되었다.